# Krzysztof Rybiński
Krzysztof Ireneusz Rybiński (ur. 1 marca 1967 w Warszawie) – polski ekonomista i publicysta, działacz polityczny, profesor nauk społecznych, wiceprezes Narodowego Banku Polskiego (2004–2008). Od 2023 rektor Europejskiego Uniwersytetu Humanistycznego.  

## Życiorys
W młodości był harcerzem, uczniem jednej ze szkół na warszawskiej Pradze. Ukończył studia na Wydziale Matematyki, Informatyki i Mechaniki oraz na Wydziale Nauk Ekonomicznych Uniwersytetu Warszawskiego, gdzie następnie uzyskał stopień doktora nauk ekonomicznych o specjalności ekonometrycznej. W 2009 habilitował się na podstawie rozprawy zatytułowanej Globalizacja w trzech odsłonach. Offshoring – globalne nierównowagi – polityka pieniężna w Kolegium Ekonomiczno-Społecznym Szkoły Głównej Handlowej w Warszawie. W 2021 prezydent RP nadał mu tytuł profesora nauk społecznych w dyscyplinie ekonomia i finanse.
Pracował jako informatyk w firmie komputerowej w Japonii, następnie jako pracownik naukowo-dydaktyczny na Wydziale Nauk Ekonomicznych UW. Był także konsultantem Banku Światowego, Uniwersytetu Środkowo-Europejskiego oraz dyrektorem administracyjnym w Centrum Badań Ekonomicznych Europy Środkowej i Wschodniej. W 1997 został głównym ekonomistą warszawskiego oddziału banku ING, od 2001 zajmował stanowisko głównego ekonomisty Banku Zachodniego WBK, w latach 2002–2004 był głównym ekonomistą Banku BPH. Pełnił funkcję prezesa Polskiego Stowarzyszenia Ekonomistów Biznesu oraz członka rady Towarzystwa Ekonomistów Polskich.
Od 25 marca 2004 do 2 stycznia 2008 zajmował stanowisko wiceprezesa Narodowego Banku Polskiego. Od kwietnia 2008 do marca 2010 był partnerem w firmie Ernst & Young, gdzie kierował zespołem strategii ekonomicznej. Był także profesorem nadzwyczajnym w Szkole Głównej Handlowej, wiceprzewodniczącym rady nadzorczej Alior Banku i współwłaścicielem spółki SanNao wdrażającej rozwiązania internetowe. Od 2010 do 2015 pełnił funkcję rektora Akademii Finansów i Biznesu Vistula. W latach 2015–2018 był rektorem Uniwersytetu Narchoz w Kazachstanie.
We wrześniu 2018 dołączył do spółki Synerise na stanowisko Chief Ideatora. W lutym 2023 został mianowany rektorem Europejskiego Uniwersytetu Humanistycznego. Ostatecznie objął tę funkcję 3 kwietnia.
W 2010 został ekspertem ds. gospodarczych, współtworzącym program PJN. W 2011 poparł program gospodarczy partii Kongres Nowej Prawicy. W trakcie wyborów parlamentarnych w 2011 był kandydatem Unii Prezydentów – Obywatele do Senatu w jednym z okręgów warszawskich. Otrzymał 33 665 głosów (16,23% głosów), zajmując 3. miejsce wśród 4 kandydatów. 
Później znalazł się w gronie ekspertów gospodarczych Prawa i Sprawiedliwości. Twierdził, że Sławomir Petelicki zginął w wyniku zamachu, zaś Unię Europejską nazwał komunistyczną Brabancją, która daje Polsce jałmużnę w postaci środków na rozwój. Wygłaszał także poglądy uznawane przez media za homofobiczne. 
W 2017 zakończył działalność z 60% stratą założony przez niego Fundusz Eurogeddon, który miał na celu osiągnięcie zysków dla inwestorów w związku z planowanym przez niego rozpadem strefy Euro.
Jest autorem publikacji naukowych i prasowych w zakresie ekonomii i finansów.